# HMS Hermes (1959)

INS Viraat opereerde in India.

HMS Hermes (R12) was een licht vlootvliegdekschip uit de Centaurklasse van de Royal Navy. Het werd in de Tweede Wereldoorlog op stapel gezet, maar pas in 1959 in gebruik genomen.
Zoals dat bij veel Britse vliegdekschepen het geval was, werd ook de bouw van de Hermes in 1947 stilgelegd. In 1952 werd de bouw herstart volgens nieuwe inzichten. Het werd voorzien van een hoekdek, een deklandingsspiegelsysteem, een stoomkatapult en een - voor die tijd - moderne driedimensionele radar. In 1957 werd ze opgeleverd.
In 1973 werd het schip verbouwd, waarbij onder andere de stoomkatapult en het deklandingssysteem werden verwijderd. Het schip werd ingericht voor het gebruik van uitsluitend helikopters, met name voor de onderzeebootbestrijding. Daarnaast kon het gebruikt worden als troepentransportschip. Dit laatste om (althans gedeeltelijk) het verlies aan capaciteit op te vangen na de uit dienst stelling van de commandocarriers Albion en Bulwark, half-zusterschepen van de Hermes.
Van 1980-1981 werd het schip nogmaals verbouwd. Nu werd een zogenaamde ski jump aangebracht, zodat het geschikt werd voor operaties met het Sea Harrier jachtvliegtuig van de Royal Navy.
In 1982 werd de Hermes ingezet tijdens de Falklandoorlog waar het samen met het nieuwe vliegdekschip Invincible de kern was van het Britse eskader dat de eilanden heroverde op Argentijnse troepen.
In 1986 werd de Hermes verkocht aan India en herdoopt in Viraat. Voor de overdracht onderging het schip een grondige onderhoudsbeurt en van 1999-2001 werd het nogmaals gemoderniseerd. In 2017 is het uit dienst genomen. De Shree Ram Group of Industries in Alang, heeft het schip gekocht om te slopen. In september 2020 kwam het in Alang aan. In februari 2021 heeft een Indiaans rechter de sloop stilgelegd omdat Envitech Marine Consultants het vliegdekschip willen behouden als museumschip.